# Jazzmarr Ferguson
Jazzmarr Ferguson (Louisville, 22 marzo 1989) è un cestista statunitense.

## Carriera
Dopo aver frequentato la Moore Traditional High School, si è iscritto alla Indiana University Southeast nel circuito sportivo intercollegiale NAIA. Con i “Grenadiers” ha totalizzato nel suo anno da senior 24,4 punti a partita, tirando con il 57,3% da 2 e il 39,1% da 3 punti, con 4,9 assist a partita. Jazzmarr guida anche la graduatoria all-time per punti segnati della IU Southeast con 2042 (primo giocatore nella storia del college ad andare oltre i 2000 punti). Nel 2011 le sue prestazioni gli hanno valso la chiamata nel NAIA All-American first team.
Dopo il college firma il suo primo contratto da professionista con i Moncton Miracles (New Brunswick) in Canada. In 24 gare nella NBL canadese segna 10 punti di media con il 33,3% dal campo, il 31,4% da tre e 3,4 assist.
Terminato il campionato canadese trova posto nella seconda lega australiana negli Albury Wodonga Bandits dove chiude con 23,4 punti, 4,9 rimbalzi e 5,4 assist di media tirando con il 40.5% da due, con il 33% da tre punti e con l'81% dalla lunetta. L'anno successivo passa ai rivali del Bendigo Braves dove tiene una media da 23,8 punti, 4,9 rimbalzi e 5,4 assist per gara.
Il 29 agosto 2013 firma in Italia, alla Fulgor Libertas Forlì in LNP Gold. In 29 gare (34,5 minuti a partita) totalizza 17,6 punti, tirando con il 47,9% da 2, 41,8% da 3 e distribuendo 2,7 assist a partita.
Il 28 luglio 2014 trova un accordo per un contratto annuale con la Vanoli Cremona.
Prosegue la carriera in Italia e nel 2021 approda alla Next Nardò nella Serie A/2 italiana di basket.